# NGC 532
NGC 532 est une galaxie spirale vue par la tranche et située dans la constellation des Poissons. NGC 532 a été découverte par l'astronome germano-britannique William Herschel en 1786.

## Caractéristiques
Sa vitesse par rapport au fond diffus cosmologique est de 2 050 ± 22 km/s, ce qui correspond à une distance de Hubble de 30,2 ± 2,1 Mpc (∼98,5 millions d'al).
À ce jour, 11 mesures non basées sur le décalage vers le rouge (redshift) donnent une distance de 32,055 ± 1,761 Mpc (∼105 millions d'al), ce qui est à l'intérieur des valeurs de la distance de Hubble.
La classe de luminosité de NGC 532 est I-II et elle présente une large raie HI. C'est aussi une galaxie brillante en rayon X,.
En raison d'une brillance de surface égale à 14,13 mag/am2, on peut qualifier NGC 532 de galaxie à faible brillance de surface (LSB en anglais pour low surface brightness). Les galaxies LSB sont des galaxies diffuses (D) avec une brillance de surface inférieure de moins d'une magnitude à celle du ciel nocturne ambiant.

## Groupe de NGC 470
NGC 532 appartient au groupe de NGC 470 qui comprend au moins 13 galaxies. Ce groupe comprend les galaxies NGC 470, NGC 474, NGC 485, NGC 488, NGC 489, NGC 502, NGC 516, NGC 518, NGC 520, NGC 522, NGC 524, NGC 525 et NGC 532.
Le groupe de NGC 470 devrait comprendre au moins 4 autres galaxies brillantes dans le domaine des rayons X (NGC 509, IC 101, IC 114 et CGCG 411-0458 (PGC 4994)) car elles sont dans la même région de la sphère céleste et à des distances similaires à celles du groupe.